# Высокая награда (фильм)
«Высокая награда» — советский художественный чёрно-белый фильм, снятый в 1939 году на студии «Союздетфильм», первая режиссёрская работа Евгения Шнейдера.
Премьера фильма состоялась 25 августа 1939 года.

## Сюжет
Действие фильма начинается во время первомайского парада на Красной площади, где документальные кадры умело смонтированы с игровыми — маршируют стройные колонны бойцов РККА с винтовками наперевес, на трибуне Мавзолея — радостные Ворошилов и Будённый, толпа на гостевых трибунах…
Иностранные военные атташе с кислыми лицами смотрят на достижения советской военной промышленности, а когда над площадью появляются самолёты, кое-кто из них даже с отвращением начинает сморкаться, лишь бы спрятать лицо в платок и не поднять глаза вверх, на чудо красной авиации.
На параде в Москве по случаю праздника 1 мая был представлен самолёт новой конструкции профессора Боголюбова, который летает выше и быстрее всех других. Агенты иностранной разведки и опытный шпион, решают выкрасть чертежи новинки Авиапрома СССР и подобраться к военным секретам через дочь профессора Надюшу, студентку консерватории, жених которой давно завербован, и маленького сына Андрейку, увлечённого дрессировкой овчарки, чтобы отправить её на границу, где служит его старший брат. Вот через жениха и овчарку шпионы и готовятся влезть в семью профессора.
Они отправляются на дачу к главному конструктору, куда тот выехал с женой и детьми. Но планам шпионов не дано сбыться, чертежи не попадут в руки врагов, потому что за их действиями зорко следит лейтенант Михайлов, сотрудник государственной безопасности, молодой вдовец и отец-одиночка.

## В ролях
- Николай Свободин — Никита Дмитриевич Боголюбов, авиаконструктор, профессор-изобретатель
- Тамара Альцева — Надюша, дочь профессора, студентка консерватории
- Владимир Тумаларьянц — Андрейка, сын профессора
- Андрей Абрикосов — Николай Михайлов, лейтенант госбезопасности
- Виктор Селезнёв — Витя, сын Михайлова
- Константин Нассонов — Петров, майор госбезопасности
- Михаил Трояновский — рыболов
- Александр Громов — рыболов
- Валентина Куинджи — жена профессора Боголюбова (нет в титрах)
- Семён Корнев — военный атташе иностранного государства
- Павел Массальский — корреспондент иностранной газеты
- Виктор Кулаков — Анатолий Николаевич Свентицкий, студент консерватории
- Андрей Файт — официант
- Борис Петкер — дядя Вася, клоун и дрессировщик собак
- Михаил Румянцев — клоун в цирке (нет в титрах)
- Лидия Драновская — зрительница в цирке (нет в титрах)
- Кларина Фролова-Воронцова — зрительница в цирке (нет в титрах)
- Людмила Шагалова — зрительница в цирке (нет в титрах)
- Василий Краснощеков — эпизод (нет в титрах)

## Съёмочная группа
- Автор сценария: Игорь Савченко
- Режиссёр-постановщик: Евгений Шнейдер
- Помощник режиссёра: З. Данилова
- Ассистенты режиссёра: Г. Заргарьян, М. Мохов
- Оператор: Александр Шеленков
- Ассистенты оператора: Иоланда Чен, Д. Сорокин
- Художник: Людмила Блатова
- Ассистент художника: А. Шелапутина
- Гримёр-художник: А. Иванов
- Фотограф-художник: Н. Бохонов
- Звукооператор: Н. Писарев
- Композитор: Владимир Юровский
- Текст песен: Павел Герман
- Монтаж: С. Таланова
- Ассистент по монтажу: Г. Шимкович
- Бригадир-осветитель: А. Лифшиц
- Администратор: Я. Звонков
- Директор: Я. Светозаров